# Chiatra
Chiatra [kjatʁa] est une commune française située dans la circonscription départementale de la Haute-Corse et le territoire de la collectivité de Corse. Elle appartient à l'ancienne piève de Verde.

## Géographie
La commune de Chiatra se situe sur le rebord sud-est du massif de la Castagniccia, à environ 5 kilomètres au sud de Cervione à vol d'oiseau, et 20 kilomètres au nord d'Aléria.
Le village est installé sur une arête séparant l'Alesani (en corse Alisgiani), au nord, de son affluent le Picchio (Picchju) au sud. Cette arête, d'orientation sud-ouest - nord-est, descend du Monte Sant'Appiano (alt. 1093 à la Punta di a Campana) et se termine à l'est du village par le Monte Oppido, colline arrondie culminant à 495 mètres. Le village actuel est légèrement en retrait sur un col, à 400 mètres d'altitude, à environ 7 kilomètres à vol d'oiseau de la côte tyrrhénienne. À l’air pur, sans hivers rigoureux, le village est largement ouvert sur la plaine littorale, la vallée de l'Alesani, et les premières montagnes de la Castagniccia.
Le Picchio coule d'ouest en est au sud du village, dans un vallon bien abrité et propice aux cultures et à l'élevage. C'est par ce vallon que passe la seule route reliant le village à la plaine. Ruisseau capable de devenir torrentiel lors des crues d'automne ou de printemps, mais à sec l'été, le Picchio fut un des derniers cours d'eau à abriter des tortues d'eau douce au niveau de son confluent avec l'Alesani au pont de l'Onéo.
Toute la partie orientale de la commune, soit plus de la moitié de sa surface, est située dans les basses collines proches du littoral, entre 100 et 200 mètres d'altitude. L'activité agricole s'y est développée et l'habitat y est dispersé, avec cependant quelques petits hameaux (Casani, Costa Dura...).
La vallée de l'Alesani, dont seule la rive droite fait partie de Chiatra, est ici sauvage, et son fond est inondé par la retenue du barrage d'Alesani, situé à la limite nord de la commune. Aucun franchissement de la rivière n'existe sur 10 kilomètres en amont du barrage.
Chiatra se trouve dans la pieve de Verde, entouré par Canale-di-Verde, Pietra-di-Verde, Sant'Andréa-di-Cotone et San-Giuliano. Chiatra est à environ une heure de voiture de Bastia, la préfecture. Pour joindre Corte, sous-préfecture dont la commune relève, il faut soit descendre jusqu'à Aléria pour emprunter la route nationale 200, soit traverser tout le sud du massif par des routes au profil difficile (bocca di San Gavino, Moïta, etc.), soit plus d'une heure quel que soit l'itinéraire.

## Urbanisme

### Typologie
Au 1er janvier 2024, Chiatra est catégorisée commune rurale à habitat très dispersé, selon la nouvelle grille communale de densité à sept niveaux définie par l'Insee en 2022.
Elle est située hors unité urbaine et hors attraction des villes,.

### Occupation des sols
L'occupation des sols de la commune, telle qu'elle ressort de la base de données européenne d’occupation biophysique des sols Corine Land Cover (CLC), est marquée par l'importance des forêts et milieux semi-naturels (82,4 % en 2018), néanmoins en diminution par rapport à 1990 (86,5 %). La répartition détaillée en 2018 est la suivante : 
forêts (75,9 %), zones agricoles hétérogènes (10 %), cultures permanentes (5 %), espaces ouverts, sans ou avec peu de végétation (4,1 %), eaux continentales (2,5 %), milieux à végétation arbustive et/ou herbacée (2,4 %). L'évolution de l’occupation des sols de la commune et de ses infrastructures peut être observée sur les différentes représentations cartographiques du territoire : la carte de Cassini (XVIIIe siècle), la carte d'état-major (1820-1866) et les cartes ou photos aériennes de l'IGN pour la période actuelle (1950 à aujourd'hui).

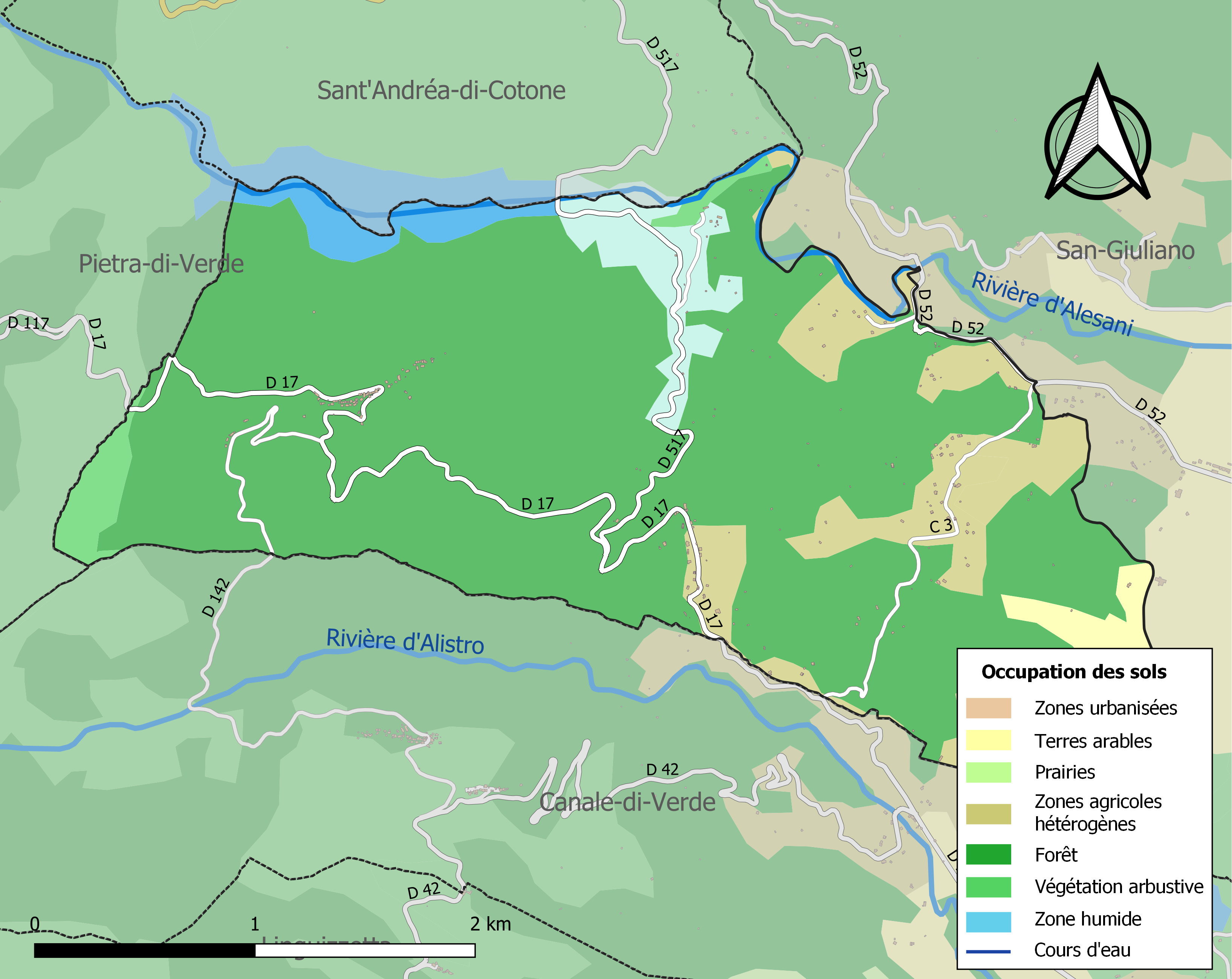
Carte des infrastructures et de l'occupation des sols de la commune en 2018 (CLC).

## Histoire
Village ancien et pittoresque, Chiatra est un des plus vieux villages de Corse.
Le mont Oppido, d'où la vue sur la plaine littorale est exceptionnelle, était jadis un point stratégique car on voyait jusqu'à l'étang de Diane proche d'Aléria. C’est pourquoi les Romains, dans le souci de protéger Aleria, y avaient établi un oppidum. Il est mentionné par Ptolémée dans sa carte de Corse sous le nom de « castrum d’Opinum ».
C'est dans la vallée du Picchio et plus précisément à San Cervone (ou Scervone) que les premiers habitants se sont sédentarisés. Puis ils ont quitté cet endroit trop vulnérable pour s’établir sur la crête, encouragés par l’existence de plusieurs sources aux abords du village (fontana Vecchia, di Vitti, u Salge).
Les Chiatrais ont édifié, au début du XVe siècle, des « torre » pour résister aux assaillants. Les autres maisons, de taille plus modeste, sont venues s’agglomérer contre ces points stratégiques. Les hautes façades de ses maisons de pierre et les trois tours génoises du début du XVIe siècle, encore en bon état, l'église paroissiale actuelle de l’Annonciade ainsi que trois chapelles sont l’héritage d’une histoire riche en rebondissements. Chiatra s’est toujours opposé aux Génois. En 1511, lorsque Renuccio Della Rocca fut défait, il fut pillé et brûlé. Rangé derrière la bannière de Sampiero Corso, il connut la même tragédie en 1564.
Mieux protégés des attaques et des invasions éventuelles des barbaresques, les Chiatrais se sont établis définitivement et ont organisé leur vie économique. Près du torrent de l’Alésani, aux XVIe et XVIIe siècles, ils travaillaient le fer (lieu-dit a Ferrera) grâce au minerai importé de l’île d’Elbe. Les incendies ont ravagé les vignes des coteaux, la châtaigneraie, l’oliveraie et les nombreux potagers. Mais les ruines des maisonnettes de vigne, les moulins à huile, les séchoirs à châtaignes et les vieilles clôtures des jardins témoignent de cette activité agricole intense, qui leur permettait de vivre quasiment en autarcie. Ils semaient le blé jusqu’à Bravone, et les troupeaux fournissaient lait, fromage et viande. Ils avaient la pierre abondante, ainsi que le bois (châtaignier, chênes, chênes-lièges, chênes verts, aulnes, etc.).
En 1880, Chiatra était peuplé de 444 habitants, au début du XXe siècle il en comptait 507. À cette époque on pouvait encore remarquer la ferme fortifiée de Giustiniana et la tour de Caseli. Après la guerre de 1939-1945, sa population a fortement décru, pour ne compter que 163 habitants. En ce début de XXIe siècle, grâce en particulier à sa plaine, la population augmente et semble se stabiliser autour de 190 habitants, pour passer le cap des 500 en été.

## Économie
La commune a hébergé une des fermes pionnières en matière d'agriculture biologique, la ferme Rossignol, située à Bogli, près du pont de l'Onéo. Cette exploitation a fédéré un certain nombre d'agriculteurs dans différents secteurs (maraîchers, clémentines, noisettes, fromages...). Produisant un certain nombre de produits dérivés, axant ses productions et ses ventes sur d'autres produits tels des confitures, la ferme a contribué à la revitalisation de l'agriculture et à l'introduction de la méthode biologique dans la Castagniccia et dans la plaine d'Aleria.
La commune dispose d'un bar-tabac, un restaurant, des tables d'hôtes, une ferme équestre, etc..

## Politique et administration
| Période                                  | Période  | Identité                    | Étiquette | Qualité   |
| ---------------------------------------- | -------- | --------------------------- | --------- | --------- |
| maire en 1911                            | ?        | Godefroy VALLEANI           |           |           |
| mars 2008                                | En cours | Pancrace LASTRAJOLI-MAURIZI | DVD       | Retraitée |
| Les données manquantes sont à compléter. |          |                             |           |           |

## Démographie
L'évolution du nombre d'habitants est connue à travers les recensements de la population effectués dans la commune depuis 1800. Pour les communes de moins de 10 000 habitants, une enquête de recensement portant sur toute la population est réalisée tous les cinq ans, les populations de référence des années intermédiaires étant quant à elles estimées par interpolation ou extrapolation. Pour la commune, le premier recensement exhaustif entrant dans le cadre du nouveau dispositif a été réalisé en 2006.

En 2022, la commune comptait 224 habitants, en évolution de −0,44 % par rapport à 2016 (Haute-Corse : +5,15 %, France hors Mayotte : +2,11 %).
| 1800 | 1806 | 1821 | 1831 | 1836 | 1841 | 1846 | 1851 | 1856 |
| ---- | ---- | ---- | ---- | ---- | ---- | ---- | ---- | ---- |
| 332  | 359  | 372  | 433  | 434  | 400  | 380  | 421  | 440  |

| 1861 | 1866 | 1872 | 1876 | 1881 | 1886 | 1891 | 1896 | 1901 |
| ---- | ---- | ---- | ---- | ---- | ---- | ---- | ---- | ---- |
| 441  | 480  | 410  | 444  | 406  | 435  | 453  | 424  | 507  |

| 1906 | 1911 | 1921 | 1926 | 1931 | 1936 | 1946 | 1954 | 1962 |
| ---- | ---- | ---- | ---- | ---- | ---- | ---- | ---- | ---- |
| 504  | 508  | 385  | 505  | 507  | 503  | 315  | 206  | 229  |

| 1968 | 1975 | 1982 | 1990 | 1999 | 2006 | 2011 | 2016 | 2021 |
| ---- | ---- | ---- | ---- | ---- | ---- | ---- | ---- | ---- |
| 229  | 206  | 194  | 162  | 190  | 210  | 209  | 225  | 219  |

| 2022 | - | - | - | - | - | - | - | - |
| ---- | - | - | - | - | - | - | - | - |
| 224  | - | - | - | - | - | - | - | - |

## Lieux et monuments
- De l’église San Nicolao, construite au Xe siècle et ayant subi diverses restaurations, ne restent aujourd’hui que trois arches. Un cimetière l’entourait, ensemble de fosses communes destinées respectivement aux hommes, aux femmes et aux enfants.
- L'église paroissiale de l’Annonciade : les six chapelles, l’autel, le frontispice et le clocher sont de style baroque italien. Au centre de l’autel un magnifique tabernacle à étage monté sur colonnettes, le tout en bois sculpté, proviendrait du couvent des Capucins de Linguizzetta ; il est surmonté d'une Vierge orante en marbre datant du XVIIe siècle. Dans la chapelle latérale gauche, une Vierge à l’Enfant. Des magnifiques stalles en bois, qui ont péri lors de l’effondrement de la sacristie, ne restent plus que quatre fauteuils. Un ciboire en vermeil a été offert par Napoléon III, lors du passage de l’impératrice Eugénie en Corse. À l’extérieur, au-dessus de l’entrée principale, le bas-relief sculpté viendrait de l’ancienne chapelle de Santa-Maria de Bercaghio, dont les vestiges au lieu-dit Bravone permettent de situer ce monument antérieurement au Xe siècle[13].
- La chapelle Saint-Pancrace, chapelle de style baroque datant de 1835, située sur la place du village.
- La place de la mairie forme un tout avec la place du village (a Calina), les abords de la chapelle et la fontaine publique.
- Chiatra landana (le haut village) est la partie la plus ancienne du village (maisons du XVIe siècle), offrant un point de vue sur les premières montagnes de la Castagniccia (Alesani, Orezza), la plaine de Prunete et de Bravone, le phare d’Alistro, la mer et les îles tyrrhéniennes.
- Les trois tours génoises du début du XVIe siècle.
- Le Monte Oppido.
- Le lac et le barrage d'Alesani.

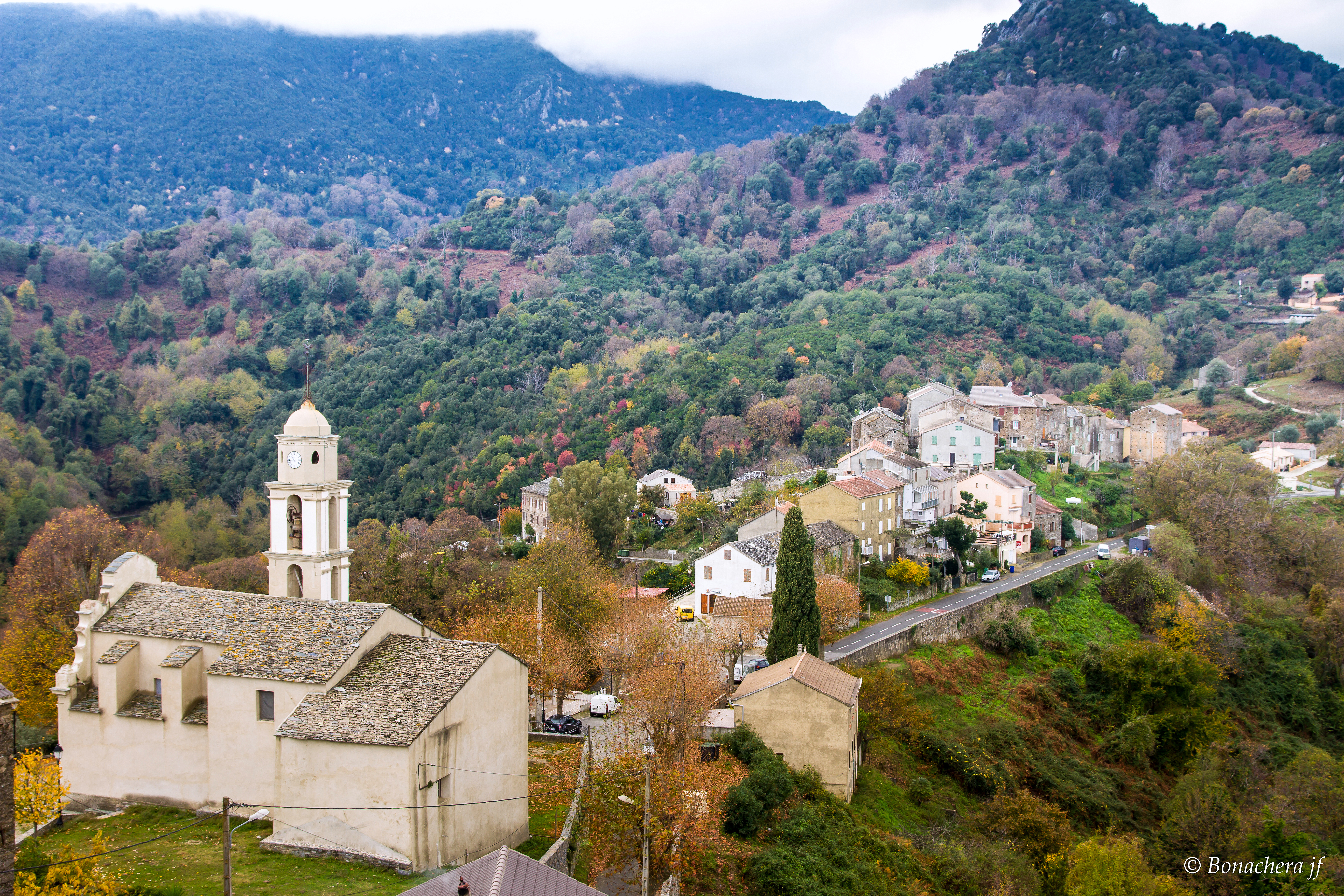
Chiatra depuis l'oppidum.
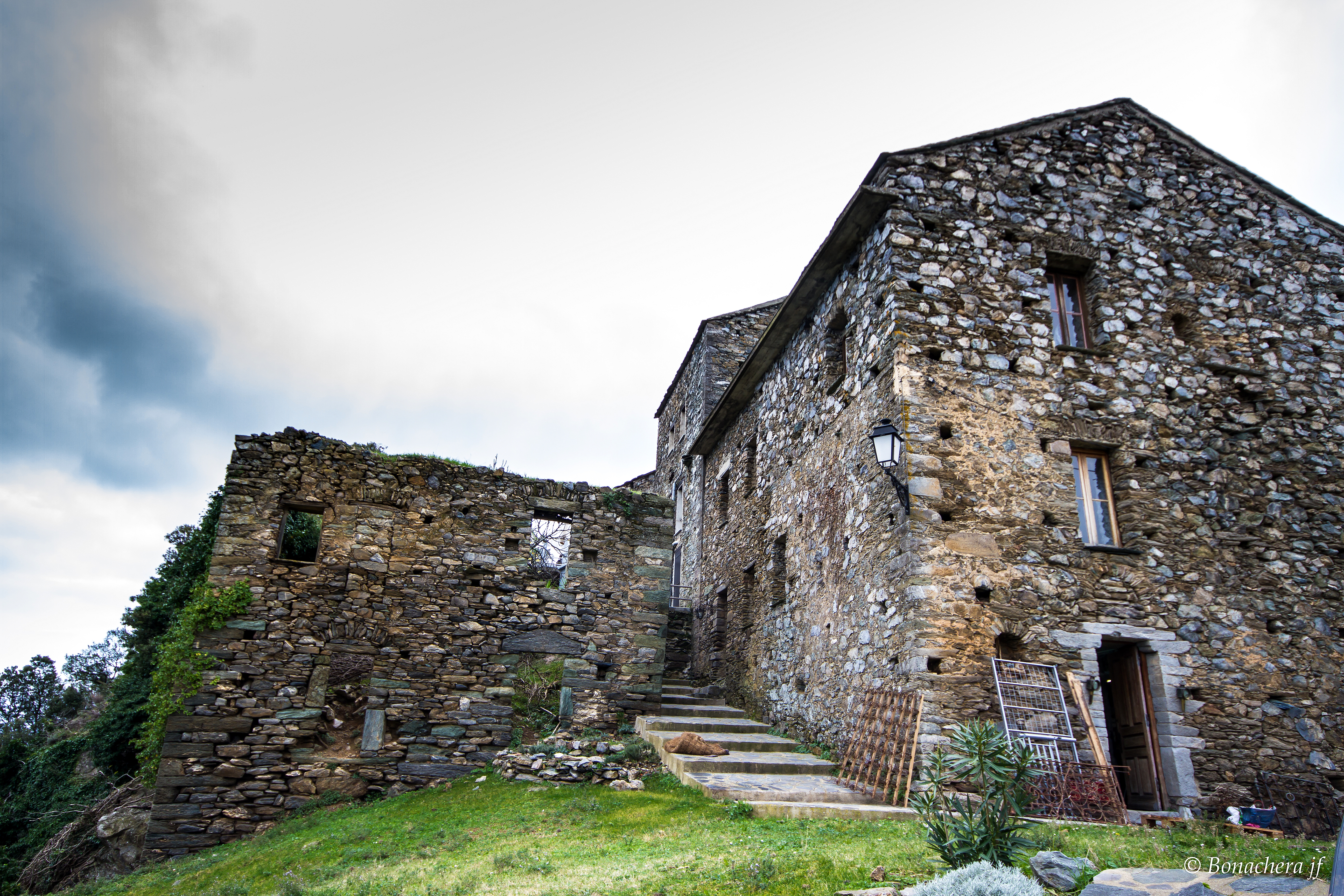
Les vieilles maisons du haut du village.
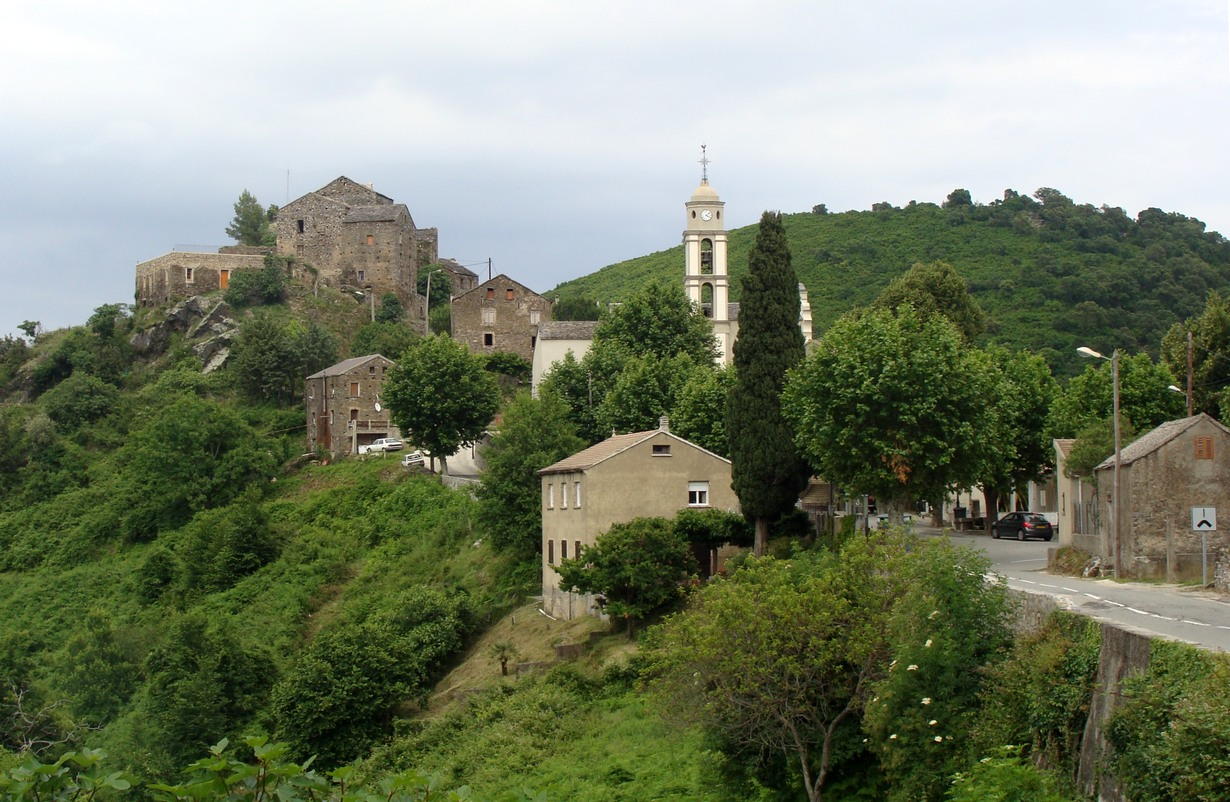
Chiatra vu de l'ouest ; à gauche le haut village, à droite le monte Oppido.
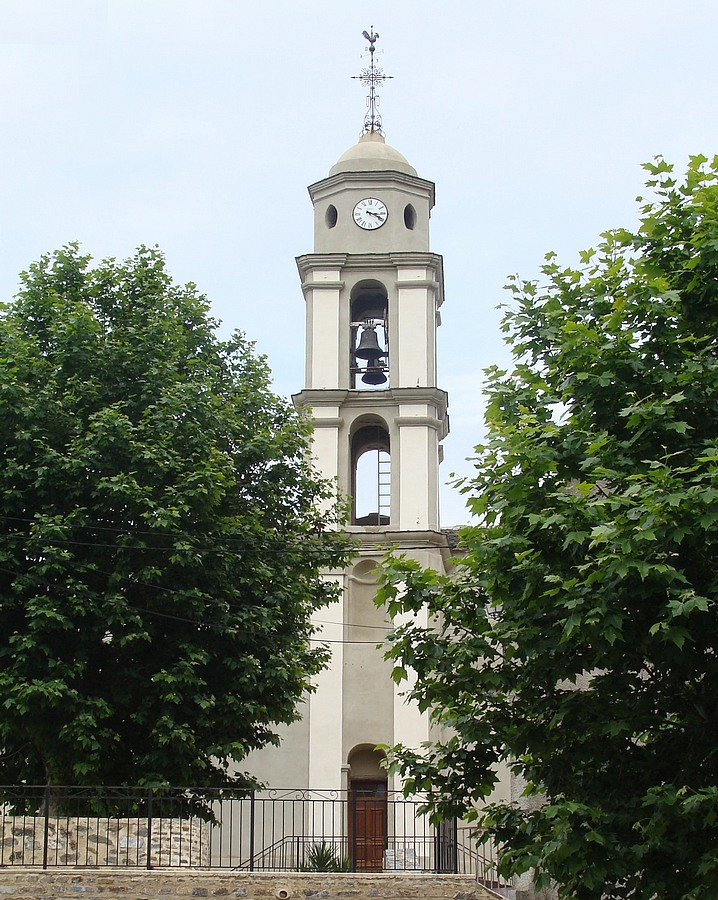
Le clocher de l'église paroissiale.
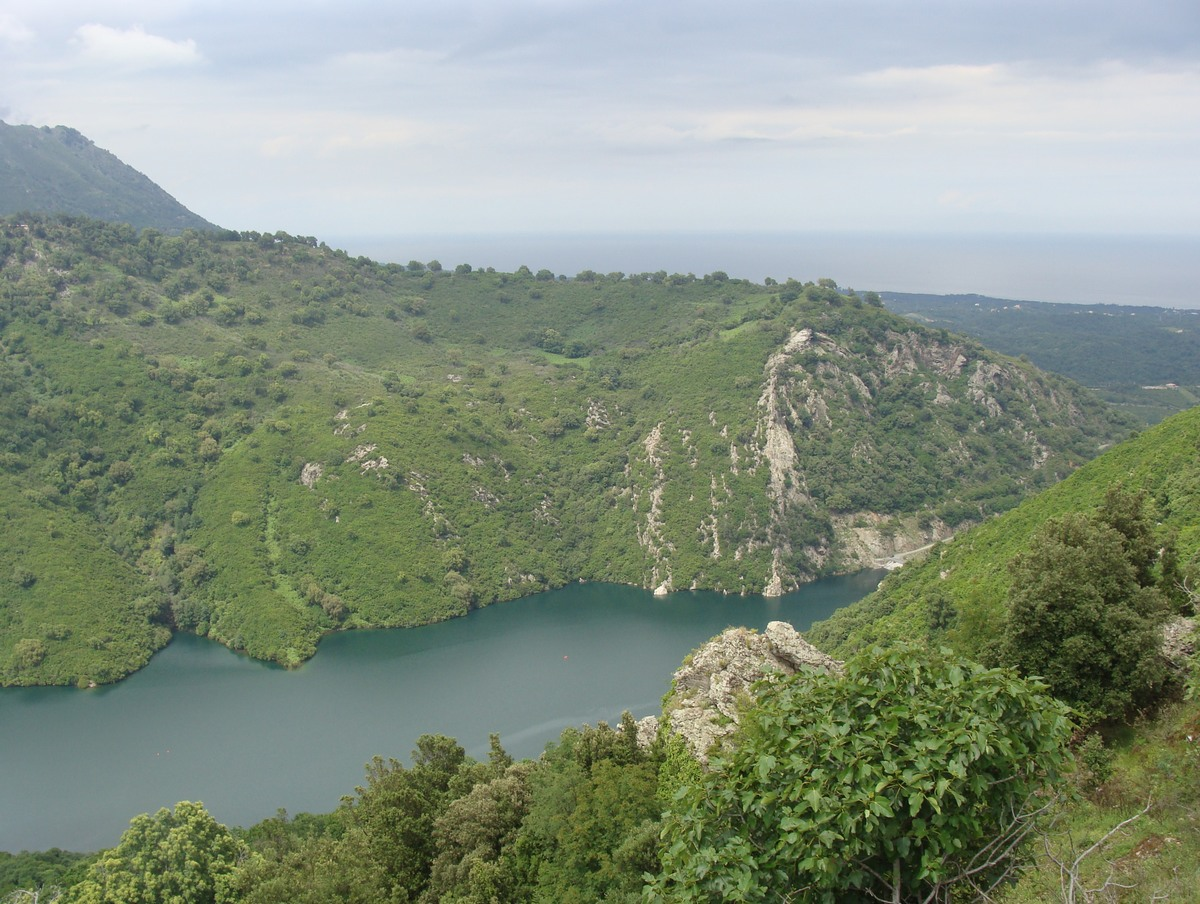
Vue sur la retenue du barrage d'Alesani. Au fond, la plaine et la mer.
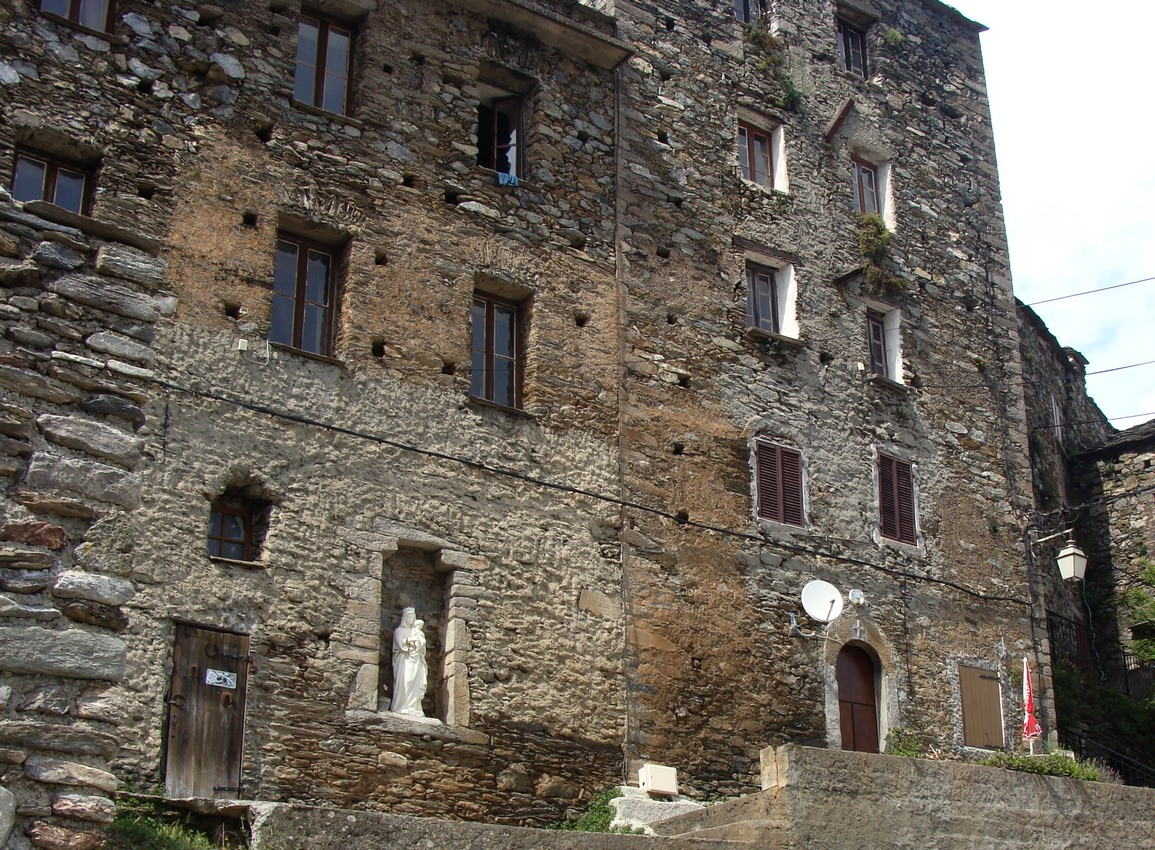
Maisons du vieux village.

## Personnalités liées à la commune
- Bondiuccio, qui fut un des chefs les plus influents de la terre des communes